# Pán Protivenství
Pán Protivenství (ve španělštině: Señor de las Tribulaciones) je malá socha z lepené tkaniny, která představuje Ježíše Krista. Nachází se v kostele svatého Františka z Assisi (Iglesia de San Francisco de Asís) ve městě Santa Cruz de Tenerife (Kanárské ostrovy, Španělsko).
Zobrazení je považováno za zázračné a je mu přičítána zázračná záchrana města Santa Cruz de Tenerife při epidemii cholery v roce 1893.
Socha měří 50 palců, jde o poprsí. Představuje Ježíše bičovaného, svázaného a s trnovou korunou. Autor není znám, existuje několik verzí o původu sošky, ačkoli je pravděpodobný andaluský původ.
Každý rok je nesena ulicemi města ve Svatém týdnu. Pán Protivenství je považován za ochránce města a má titul "Pán Santa Cruz" (Señor de Santa Cruz). Obrázek má bohatou výzdobu pláště a koruny ze zlata a stříbra.
Kostel Svatého Františka z Assisi je jedním z nejvýznamnějších kostelů ve městě Santa Cruz de Tenerife, jde o bývalý františkánský konvent. Mezi obrazy, které jsou zde uctívané, je také obraz Pražského Jezulátka.